# میکستک

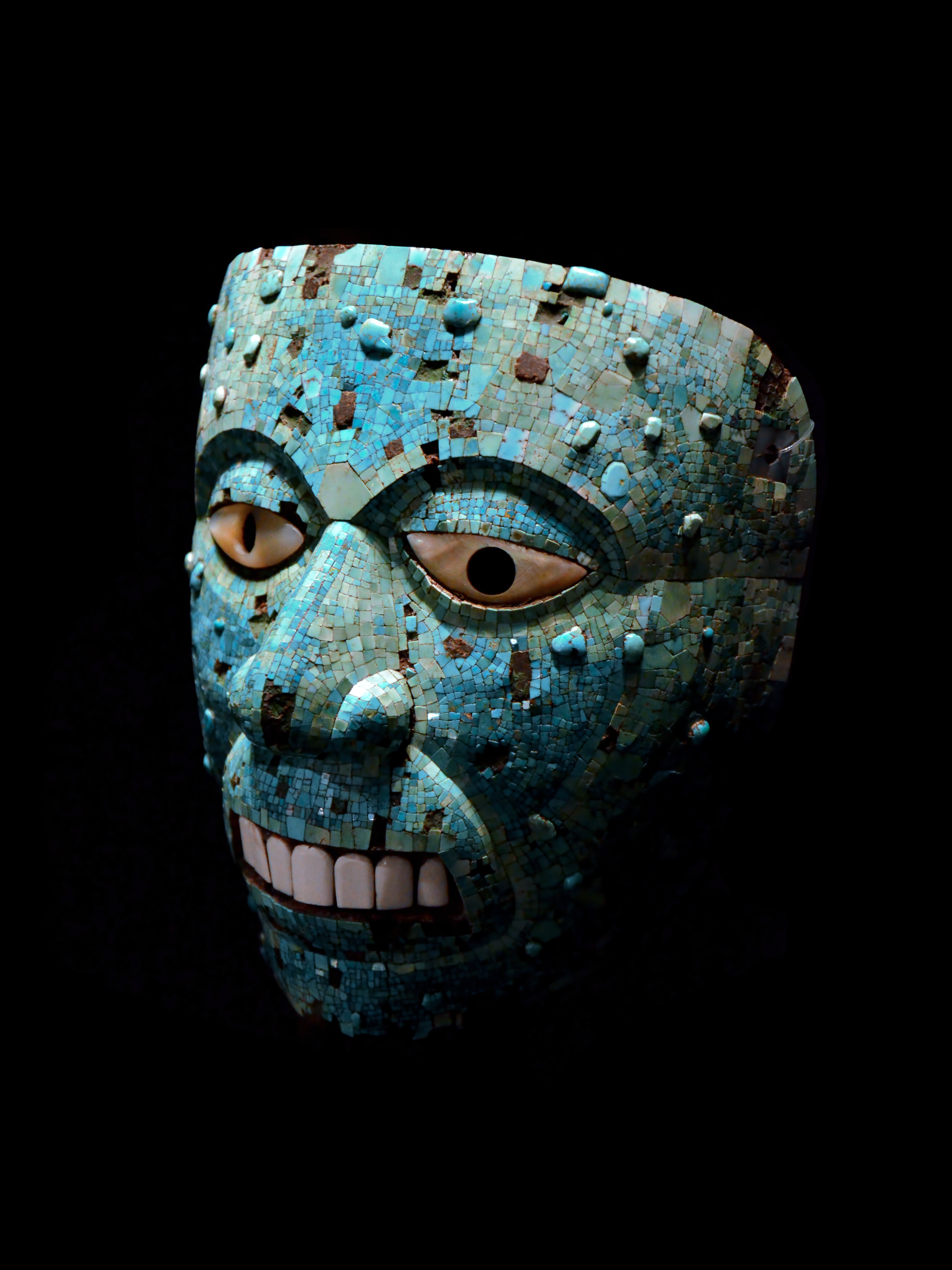
صورت پوشی از قوم میختک که در مکزیک کشف شده و در موزه بریتانیا نگهداری می‌شود

میکستک یا میختک نام یکی از اقوام سرخپوست کشور مکزیک است که امروزه از نظر تقسیمات کشوری مکزیک در گوئررو و پوئبلا به سر می‌برند. نام میکستک از زبان ناواتل گرفته شده که معنی مردمان ابری می‌دهد. مردم این قوم به زبان میکستکی صحبت می‌کنند. جمعیت میکستکی زبانان حدود سیصد هزار نفر برآورد شده است.